# Burnout 3: Takedown
Burnout 3: Takedown (eerst Burnout 3: Crash and Burn genoemd) is het derde spel in de Burnout-serie, uitgebracht op 7 september 2004. Het spel is ontwikkeld door Criterion Games en gepubliceerd door Electronic Arts. Dit spel is werd later opgevolgd door Burnout Revenge en Burnout Paradise.

## Gameplay
Alle auto's kunnen auto-onderdelen beschadigen en verliezen.
Er zijn vijf modes, twee race-modes en drie crash-modes. Voor de race begint, kiest de speler een auto gebaseerd op zijn gewicht en snelheid. In de race-modes krijgen spelers boost.  In Race Mode moet men als eerste over de finishlijn gaan, terwijl in wegmisbruik men zijn tegenstanders zo veel mogelijk moet laten crashen. Dit heeft een tijdlimiet van 3 minuten. De speler kan een medaille behalen van brons, zilver en goud afhankelijk van de score.
In Crash Mode moet men met hoge snelheid in een kruispunt rijden om zo veel mogelijk verkeer te laten verongelukken. Onderweg vindt de speler extra geld, boost, score-vermengingvuldigers en gebroken harten die de score halveren.
Burnout 3 heeft 173 verschillende races offline en 67 auto's om vrij te spelen zoals: een bus, brandweerwagen en een vuilniswagen voor de Crash Mode. Men kan ook online spelen waar maximaal 6 spelers kunnen racen in de Race Mode, en maximaal 8 spelers kunnen crashen in de Crash Mode.
Boost
Boost helpt de speler om tijdelijk een hogere acceleratie en topsnelheid te bereiken. De boost in Burnout 3 is veranderd vergeleken met zijn voorgangers. Burnouts en Burnout Chains (Burnout-kettingen) zijn verwijderd.
De speler kan boost krijgen door
- Bijna Raak. Met hoge snelheid vlak naast verkeer rijden (Near Missing Traffic);
- Spookrijden (Oncoming);
- Driften;
- Volgen. Vlak achter je tegenstanders rijden (Tailgating);
- Ontsnappen van crashes;
- Tegenstanders neer te halen (Takedown).

De speler kan ook boost van tegenstanders stelen door te duwen, rammen en "muurschilderen".
Takedowns
Takedowns werden voor het eerst geïntroduceerd voor de Burnout (computerspelserie) in Burnout 3. Een takedown doe je door een tegenstander neer te halen. Er zijn verschillende soorten takedowns.
- Wall Takedown: Een tegenstander zo hard tegen een muur duwen, dat hij crasht.
- Pysche Out Takedown: Een tegenstander laten crashen zonder hem aan te raken.
- Aftertouch Takedown: Een tegenstander crashen tegen de eigen, gecrashte auto van de speler.
- Traffic Takedown: Een tegenstander tegen het verkeer laten crashen.
- Signature Takedown: Een Takedown doen bij een specifieke plek. Er zijn 20 verschillende Signature Takedowns om te verzamelen en te zien.

Er zijn ook nog
- Takedown 2-Keer-Achter-Elkaar
- Takedown 3-Keer-Achter-Elkaar
- Takedown Hot Streak (4 keer achter elkaar)
- Takedown Rampage (5 keer achter elkaar)

Ook nog door meerdere tegenstanders tegelijk uitschakelen
- Dubbele Takedown
- Driedubbele Takedown

## Evenementen
Race: een race tegen 5 rivalen.
Wegmisbruik: Maak zoveel mogelijk Takedowns.
Afvaller: Lijkt op race, echter ligt er na elke ronde een coureur er uit.
Turbo-Ronde/Voorronde: Race tegen de klok.
Face-Off: Lijkt sterk op race, alleen racet men één-tegen-één als je wint win je tegenstanders wagen.
Special Evenement: hetzelfde als Voorronde echter kan men met goud een briefkaart winnen.
Grand Prix: Een evenement met 3 tot 4 races, degene met de meeste punten aan het eind van de Grand Prix wint.

## Voertuigen
Er zijn 67 verschillende auto's om te besturen. Die 67 auto's zijn verdeeld in 7 series namelijk Compact, Muscle, Coupé, Sports, Super, Speciaal (Special) en Zwaargewichten (Heavyweights).
Compact, Muscle, Coupé, Sports en Super
Compact, Muscle, Coupé, Sports en Super zijn gewone auto's en zijn allemaal hetzelfde verdeeld. Iedere serie bevatten 10 auto's. Type 1, Type 2 en Type 3 zijn de standaard auto's uit de serie en zijn meteen ontgrendeld als de bijbehorende serie is ontgrendeld. Tuned, Modified, Prototype en Dominator auto's worden ontgrendeld door bepaalde evenementen in World Tour (Wereld Tour) met goud te halen. Custom auto's worden ontgrendeld door een bepaald aantal Burnout Points te halen. Assassin auto's worden ontgrendeld door een bepaald aantal Takedowns te halen en DX auto's worden ontgrendeld door een bepaald aantal gouden medailles winnen in World Tour.
De eerste 5 auto's lijken hetzelfde als de laatste 5 auto's alleen is de kleur amper verandert en de statistische gegeven zijn aangepast.
Hier is een tabel van de auto's op volgorde van de eerste 5 series.
| Origineel                | Verbeterd               |
| ------------------------ | ----------------------- |
| Type 1                   | Custom (Aangepast)      |
| Type 2                   | Assassin (Moordenaar)   |
| Type 3                   | Prototype               |
| Tuned (Afgesteld)        | DX                      |
| Modified (Gemodificeerd) | Dominator (Overheerser) |

Veel standaard auto's gebruiken de kleuren: wit, zwart, rood en/of blauw in hun patronen.
Dominator auto's zijn zwart gekleurd en hebben meestal vlammen op de zijkanten. 
Special (Speciaal)
Speciale auto's zijn moeilijk te ontgrendelen en worden meestal behaald door een gedeelte van je verzameling (Collection) te ontgrendelen of door goud te halen op vele evenementen. Hier is een tabel voor hoe je speciale auto's ontgrendeld
| Ontgrendel                             | Voertuig                                       |
| -------------------------------------- | ---------------------------------------------- |
| Alle Briefkaarten                      | Classic Hotrod (Klassieke Hotrod)              |
| Alle Specifieke Takedowns              | Oval Racer Special (Ovaal Racer Speciaal)      |
| Alle Takedown Bekers                   | Euro Circuit Racer (Europa Circuit Racer)      |
| Alle gouden medailles in Crash-modus   | Custom Coupé Ultimate (Aangepast Coupé Ultiem) |
| Goud in Super GP                       | US Circuit Racer (VS Circuit Racer)            |
| Alle World Tour uitdaging goud behaald | World Circuit Racer (Wereld Circuit Racer)     |

- De Classic Hotrod kwam eerder voor in Burnout 2: Point of Impact als Hotrod. Deze is gebaseerd op een '27 Ford Model A.
- De Oval Racer Special is gebaseerd op een NASCAR-auto.
- De Euro Circuit Racer is gebaseerd op een 24 uur van Le Mans-auto.
- De Custom Coupé Ultimate kwam eerder voor in Burnout 2: Point of Impact als Custom Coupé. Deze auto is gebaseerd op een zesde generatie Honda Civic Coupé.
- De US Circuit Racer is gebaseerd op een IndyCar Series wagen.
- De World Circuit Racer is gebaseerd op een IndyCar Series wagen.

Zwaargewichten (Heavyweights)
Zwaargewichten worden behaald door bepaalde aantallen schade aanrichten in Crash-modus of door krantenkoppen verzamelen. Zwaargewichten zijn alleen te spelen in de crash mode.
Hier is een tabel voor hoe je zwaargewichten ontgrendeld.
| Aantal Schade      | Voertuig                        |
| ------------------ | ------------------------------- |
| $1,000,000         | Heavy Pick-Up ( Zware Pick-Up)  |
| $2,000,000         | 4WD Racer                       |
| $5,000,000         | SUV Deluxe (SUV Luxe)           |
| $10,000,000        | 4WD Heavy Duty (4WD Zware Taak) |
| $15,000,000        | B Team Van (B-Team Wagen)       |
| $20,000,000        | Delivery Truck (Bestelwagen)    |
| $30,000,000        | Tractor Cab (Truck)             |
| $50,000,000        | Longnose Cab (Grote Truck)      |
| $70,000,000        | City Bus (Bus)                  |
| $90,000,000        | Thrash Truck (Vuilniswagen)     |
| Alle krantenkoppen | Firetruck (Brandweerwagen)      |

- De Heavy Pick-Up is gebaseerd op een Ford F-150.
- De 4WD Racer is gebaseerd op een Ford Ranger.
- De SUV Deluxe is gebaseerd op een BMW X5.
- De 4WD Heavy Duty is gebaseerd op een Lamborghini LM002.
- De B Team Van is gebaseerd op de GMC Vandura van The A-Team (televisieserie).
- De Delivery Truck is gebaseerd op een UPS bestelwagen.
- De Longnose Cab is gebaseerd op een Peterbilt en/of een Kenworth truck.
- De Thrash Truck heeft dezelfde cabine als de Tractor Cab.
- De Firetruck is gebaseerd op een moderne brandweerwagen.